# Temporada 2022 de W Series
La temporada 2022 de W Series fue la tercera temporada de dicho campeonato formado exclusivamente por pilotos mujeres, el campeonato estuvo abierto exclusivamente a pilotos de carreras femeninas como una serie de carreras de nivel de Fórmula 3 en apoyo a los Grandes Premios de Fórmula 1.
Jamie Chadwick es la campeona reinante, después de haber ganado su segundo título en 2021. Las dos últimas rondas en América fueron canceladas y el campeonato se dio por terminado en octubre.

## Equipos y pilotos
Todos los equipos utilizaron neumáticos Hankook y monoplazas Tatuus T-318-Alfa Romeo.
| Equipo                                   | N.º | Piloto            | Rondas |
| ---------------------------------------- | --- | ----------------- | ------ |
| Sirin Racing                             | 4   | Emely de Heus     | Todas  |
| Sirin Racing                             | 95  | Beitske Visser    | Todas  |
| CortDAO W Series Team                    | 5   | Fabienne Wohlwend | Todas  |
| CortDAO W Series Team                    | 19  | Marta García      | Todas  |
| Puma W Series Team                       | 7   | Emma Kimiläinen   | Todas  |
| Puma W Series Team                       | 17  | Ayla Ågren        | 7      |
| Puma W Series Team                       | 63  | Tereza Bábíčková  | 1–6    |
| Jenner Racing                            | 8   | Chloe Chambers    | Todas  |
| Jenner Racing                            | 55  | Jamie Chadwick    | Todas  |
| W Series Academy                         | 10  | Juju Noda         | Todas  |
| W Series Academy                         | 91  | Bianca Bustamante | Todas  |
| Click2Drive Bristol Street Motors Racing | 21  | Jessica Hawkins   | Todas  |
| Click2Drive Bristol Street Motors Racing | 27  | Alice Powell      | Todas  |
| Quantfury W Series Team                  | 22  | Belén García      | Todas  |
| Quantfury W Series Team                  | 32  | Nerea Martí       | Todas  |
| Scuderia W                               | 26  | Sarah Moore       | Todas  |
| Scuderia W                               | 44  | Abbie Eaton       | Todas  |
| Racing X                                 | 49  | Abbi Pulling      | Todas  |
| Racing X                                 | 97  | Bruna Tomaselli   | Todas  |

### Selección de pilotos
Las ocho primeras clasificadas de la temporada 2021, así como las dos pilotos de la W Series Academy, Nerea Martí e Irina Sidorkova, tienen garantizado un lugar en la temporada 2022.
Del 31 de enero al 4 de febrero, se llevó a cabo una prueba de cinco días con un automóvil Crawford F4-16 para 15 posibles conductoras en Arizona, Estados Unidos. Participaron las siguientes conductoras:
| Madison Aust     | Léna Bühler       | Emely de Heus      | Jem Hepworth    |
| Júlia Ayoub      | Bianca Bustamante | Jorden Dolischka   | Corinna Kamper  |
| Tereza Bábíčková | Maite Cáceres     | Hannah Greenemeier | Lola Lovinfosse |
| Lindsay Brewer   | Chloe Chambers    | Nicole Havrda      |                 |

Se realizará una segunda prueba de pretemporada en Barcelona del 2 al 4 de marzo, con las nueve clasificadas automáticas de 2021 unidos por 11 conductoras potenciales, de las cuales cinco tienen experiencia previa en la Serie W y cinco estuvieron presentes en la prueba de Arizona; Juju Noda, la única conductora que recibió un pase gratis:
| Tereza Bábíčková  | Chloe Chambers | Marta García    | Juju Noda       |
| Léna Bühler       | Emely de Heus  | Megan Gilkes    | Bruna Tomaselli |
| Bianca Bustamante | Belén García   | Jessica Hawkins |                 |

## Cambios de campeonato
Aunque había planes iniciales para introducir clasificaciones registradas por la FIA para equipos formales para la temporada después de 2021 basada en equipos no oficiales, el campeonato seguirá siendo administrado completamente centralmente por tercer año consecutivo. El primer equipo no oficial que se anunció fue Jenner Racing, propiedad de la personalidad de los medios, campeona olímpica y expiloto de carreras Caitlyn Jenner.

## Calendario
El calendario provisional se anunció el 27 de enero de 2022. La W Series continúa su asociación con la Fórmula 1, por lo que los siete eventos serán parte de los fines de semana de Gran Premio.
| Ronda             | Circuito                                        | Fecha         |
| ----------------- | ----------------------------------------------- | ------------- |
| 1                 | Autódromo Internacional de Miami, Miami Gardens | 8 de mayo     |
| 2                 | Autódromo Internacional de Miami, Miami Gardens | 9 de mayo     |
| 3                 | Circuito de Barcelona-Cataluña, Montmeló        | 22 de mayo    |
| 4                 | Circuito de Silverstone, Silverstone            | 3 de julio    |
| 5                 | Circuito Paul Ricard, Le Castellet              | 24 de julio   |
| 6                 | Hungaroring, Mogyoród                           | 31 de julio   |
| 7                 | Circuito callejero de Marina Bay, Marina Bay    | 2 de octubre  |
| Rondas canceladas |                                                 |               |
|                   | Circuito de las Américas, Austin                | 22 de octubre |
|                   | Autódromo Hermanos Rodríguez, Ciudad de México  | 29 de octubre |
|                   | Autódromo Hermanos Rodríguez, Ciudad de México  | 30 de octubre |
| Fuentes:          |                                                 |               |

## Resultados
| Ronda | Ronda        | Pole position  | Vuelta rápida   | Piloto ganadora | Equipo ganador                           |
| ----- | ------------ | -------------- | --------------- | --------------- | ---------------------------------------- |
| 1     | Miami        | Nerea Martí    | Emma Kimiläinen | Jamie Chadwick  | Jenner Racing                            |
| 2     | Miami        | Jamie Chadwick | Abbi Pulling    | Jamie Chadwick  | Jenner Racing                            |
| 3     | Barcelona    | Jamie Chadwick | Jamie Chadwick  | Jamie Chadwick  | Jenner Racing                            |
| 4     | Silverstone  | Jamie Chadwick | Abbi Pulling    | Jamie Chadwick  | Jenner Racing                            |
| 5     | Le Castellet | Beitske Visser | Jamie Chadwick  | Jamie Chadwick  | Jenner Racing                            |
| 6     | Budapest     | Alice Powell   | Jamie Chadwick  | Alice Powell    | Click2Drive Bristol Street Motors Racing |
| 7     | Singapur     | Marta García   | Alice Powell    | Beitske Visser  | Sirin Racing                             |

## Clasificaciones

### Puntuaciones
| Posición | 1.º | 2.º | 3.º | 4.º | 5.º | 6.º | 7.º | 8.º | 9.º | 10.º |
| Puntos   | 25  | 18  | 15  | 12  | 10  | 8   | 6   | 4   | 2   | 1    |

### Campeonato de Pilotos
| Pos. | Piloto            | MIA | MIA | BAR | SIL | LEC | BUD | SIN | Puntos |
| ---- | ----------------- | --- | --- | --- | --- | --- | --- | --- | ------ |
| 1    | Jamie Chadwick    | 1   | 1   | 1   | 1   | 1   | 2   | Ret | 143    |
| 2    | Beitske Visser    | 3   | 7   | 5   | 5   | 4   | 3   | 1   | 93     |
| 3    | Alice Powell      | Ret | 2   | 3   | 14  | 5   | 1   | 2   | 86     |
| 4    | Abbi Pulling      | 4   | 6   | 2   | 3   | 9   | 5   | 6   | 73     |
| 5    | Belén García      | 7   | 4   | 7   | 8   | 2   | 13  | 4   | 58     |
| 6    | Marta García      | 11  | 9   | 6   | 18  | 6   | 4   | 3   | 45     |
| 7    | Nerea Martí       | 6   | 3   | 8   | 9   | 3   | 12  | 12  | 44     |
| 8    | Emma Kimiläinen   | 15  | 5   | 4   | 2   | 12  | Ret | 9   | 42     |
| 9    | Jessica Hawkins   | 2   | Ret | 11  | 6   | 10  | 14  | 5   | 37     |
| 10   | Fabienne Wohlwend | Ret | 11  | 9   | 4   | 7   | 6   | 8   | 32     |
| 11   | Sarah Moore       | 8   | 8   | 10  | 10  | 8   | 7   | 7   | 26     |
| 12   | Bruna Tomaselli   | 5   | 17  | 12  | 11  | 11  | 10  | 14  | 11     |
| 13   | Abbie Eaton       | Ret | 13  | 16  | 7   | Ret | 8   | 10  | 11     |
| 14   | Juju Noda         | 12  | 15  | 13  | 16  | 13  | 9   | Ret | 2      |
| 15   | Bianca Bustamante | 9   | 14  | 15  | 17  | 15  | Ret | 15  | 2      |
| 16   | Chloe Chambers    | 14  | 10  | Ret | 13  | Ret | 11  | 11  | 1      |
| 17   | Emely de Heus     | 10  | 12  | 14  | 15  | 16  | 16  | 13  | 1      |
| 18   | Tereza Bábíčková  | 13  | 16  | 17  | 12  | 14  | 15  |     | 0      |
| 19   | Ayla Ågren        |     |     |     |     |     |     | 16  | 0      |
| Pos. | Piloto            | MIA | MIA | BAR | SIL | LEC | BUD | SIN | Puntos |

| Color     | Resultado                                                               |
| --------- | ----------------------------------------------------------------------- |
| Oro       | Ganador                                                                 |
| Plata     | 2.ª plaza                                                               |
| Bronce    | 3.ª plaza                                                               |
| Verde     | Finalizó en los puntos                                                  |
| Azul      | Finalizó sin puntos                                                     |
| Azul      | NC - No clasificado                                                     |
| Violeta   | Ret - No terminó (Carrera)                                              |
| Rojo      | DNQ - No se clasificó                                                   |
| Negro     | DSQ - Descalificado                                                     |
| Blanco    | DNS - No empezó (carrera)                                               |
| Blanco    | WD - Retirado (fin de semana)                                           |
| Blanco    | C - Carrera cancelada                                                   |
| Sin color | DNP - Inscrito pero no participó                                        |
| Sin color | INJ - Lesionado                                                         |
| Sin color | EX - Excluido                                                           |
| Estado    | Resultado                                                               |
| Negrita   | Pole position                                                           |
| Cursiva   | Vuelta rápida                                                           |
| †         | Abandona, pero clasifica al completar el porcentaje requerido para ello |

Fuente: W Series.

### Citas
1. ↑  «All-female motor racing series offers potential F1 pathway». CNN. Consultado el 1 de marzo de 2022.
2. ↑  «COTA W Series: Chadwick champion after dominating finale». www.motorsport.com (en inglés). Consultado el 1 de marzo de 2022.
3. 1 2  «W Series to curtail 2022 season to focus on fundraising for 2023». W Series (en inglés británico). 10 de octubre de 2022. Archivado desde el original el 12 de octubre de 2022. Consultado el 10 de octubre de 2022.
4. ↑  «W Series Race Car Spec | Tatuus F3 T-318». W Series (en inglés británico). Archivado desde el original el 29 de junio de 2021. Consultado el 16 de agosto de 2022.
5. ↑  «Your-Title-Here». www.tatuus.it (en inglés). Archivado desde el original el 16 de agosto de 2022. Consultado el 16 de agosto de 2022.
6. ↑  «Sirin Racing | W Series». W Series. Archivado desde el original el 26 de marzo de 2022. Consultado el 26 de marzo de 2022.
7. ↑  «Beitske Visser on Twitter». Twitter. 4 de marzo de 2022. Consultado el 4 de marzo de 2022.
8. 1 2  Forbes, Gonzalo (4 de marzo de 2022). «W Series – CortDAO, dernière équipe à rejoindre la grille». AutoHebdo (en francés). Consultado el 5 de marzo de 2022.
9. ↑  «CortDAO | W Series». W Series. Archivado desde el original el 24 de marzo de 2022. Consultado el 24 de marzo de 2022.
10. 1 2  «PUMA extends W Series Partnership and Signs Emma Kimilainen». W Series (en inglés británico). 1 de marzo de 2022. Archivado desde el original el 22 de marzo de 2022. Consultado el 1 de marzo de 2022.
11. ↑  «PUMA W Series Team | W Series». W Series (en inglés británico). Archivado desde el original el 25 de marzo de 2022. Consultado el 25 de marzo de 2022.
12. ↑  White, Megan (8 de febrero de 2022). «Caitlyn Jenner buys W Series team for 2022 season». Autosport. Consultado el 5 de marzo de 2022.
13. ↑  «Chloe Chambers joins Chadwick at Jenner Racing». Racers - Behind the Helmet (en inglés). 22 de marzo de 2022. Consultado el 22 de marzo de 2022.
14. ↑  Whitfield, Steve (22 de febrero de 2022). «Chadwick to defend W Series title as Jenner Racing driver». Formula Scout (en inglés británico). Consultado el 22 de febrero de 2022.
15. 1 2  «Bianca Bustamante and Juju Noda selected for Academy Team». W Series. 28 de marzo de 2022. Archivado desde el original el 29 de marzo de 2022. Consultado el 28 de marzo de 2022.
16. ↑  Gascoigne, Roger (28 de febrero de 2022). «Alice Powell latest to confirm W Series return». Formula Scout (en inglés británico). Consultado el 5 de marzo de 2022.
17. ↑  «Click2Drive Bristol Street Motors Racing W Series Team | W Series». W Series. Archivado desde el original el 25 de marzo de 2022. Consultado el 25 de marzo de 2022.
18. ↑  «Quantfury team to compete in 2022 W Series season». W Series (en inglés británico). 3 de marzo de 2022. Archivado desde el original el 22 de marzo de 2022. Consultado el 3 de marzo de 2022.
19. 1 2  «Nerea Marti and Belen Garcia to Race for QuantFury Team». W Series (en inglés británico). 23 de marzo de 2022. Archivado desde el original el 25 de marzo de 2022. Consultado el 23 de marzo de 2022.
20. ↑  «@WSeriesRacing on Twitter». Twitter. W Series. 5 de marzo de 2022. Consultado el 5 de marzo de 2022.
21. ↑  «Abbie Eaton completes 2022 grid». W Series (en inglés británico). 22 de abril de 2022. Archivado desde el original el 25 de abril de 2022. Consultado el 22 de abril de 2022.
22. ↑  «@WSeriesRacing on Twitter». Twitter. W Series. 5 de marzo de 2022. Consultado el 5 de marzo de 2022.
23. ↑  «Racing X | W Series». W Series. Archivado desde el original el 26 de marzo de 2022. Consultado el 26 de marzo de 2022.
24. ↑  «W Series' first 2022 test to take place in USA using F4 cars». Formula Scout (en inglés estadounidense). 13 de enero de 2022. Consultado el 1 de marzo de 2022.
25. ↑  «W Series Stars Set For Spanish Test». W Series (en inglés británico). 23 de febrero de 2022. Archivado desde el original el 22 de marzo de 2022. Consultado el 1 de marzo de 2022.
26. ↑  «W Series pivots towards new 'Team' structure». W Series (en inglés británico). 24 de junio de 2021. Archivado desde el original el 27 de octubre de 2021. Consultado el 1 de marzo de 2022.
27. ↑  «https://twitter.com/wood_ida_/status/1496440179439316992». Twitter. Consultado el 1 de marzo de 2022.
28. ↑  «Caitlyn Jenner going for Gold in 2022». W Series (en inglés británico). 8 de febrero de 2022. Consultado el 1 de marzo de 2022.
29. ↑  «2022 Calendar Revealed». W Series (en inglés británico). 27 de enero de 2022. Archivado desde el original el 8 de febrero de 2022. Consultado el 1 de marzo de 2022.
30. ↑  «W Series adds Suzuka round to eight-race 2022 calendar». www.motorsport.com (en inglés). Consultado el 1 de marzo de 2022.
31. ↑  Vázquez, Ana (27 de julio de 2022). «Singapur reemplaza a Suzuka en el calendario 2022 de las W Series». SoyMotor.com. Consultado el 27 de julio de 2022.
32. ↑  «2022 SEASON». W Series (en inglés). W Series Limited. Archivado desde el original el 8 de febrero de 2023. Consultado el 7 de mayo de 2022.